# اسید آلی
اسید آلی ترکیب آلی ای  است که دارای خاصیت اسیدی باشد.کربوکسیلیک اسیدها مهم‌ترین دسته از اسیدهای آلی هستند که شامل گروه کربوکسیل ( –COOH) می‌باشند.همچنین ترکیبات شامل گروه عاملی ( –SO۲OH) اسیدهای آلی قوی محسوب می‌شوند و الکل‌ها (–OH) دارای خاصیت اسیدی ضعیف هستند.برخی از شناخته شده‌ترین اسیدهای آلی عبارت اند از:
- اسید لاکتیک
- استیک اسید
- فرمیک اسید
- سیتریک اسید
- اکسالیک اسید
- اوریک اسید